# Белькастель (Аверон)
Белькасте́ль (фр. Belcastel, окс. Bèl Castèl) — коммуна во Франции, находится в регионе Окситания. Департамент — Аверон. Входит в состав кантона Риньяк. Округ коммуны — Родез.
Код INSEE коммуны — 12024.
Коммуна расположена приблизительно в 500 км к югу от Парижа, в 115 км северо-восточнее Тулузы, в 20 км к западу от Родеза.

## Население
Население коммуны на 2008 год составляло 228 человек.
| 1962 | 1968 | 1975 | 1982 | 1990 | 1999 | 2008 |
| ---- | ---- | ---- | ---- | ---- | ---- | ---- |
| 279  | 280  | 266  | 249  | 245  | 251  | 228  |

## Экономика
В 2007 году среди 132 человек в трудоспособном возрасте (15—64 лет) 90 были экономически активными, 42 — неактивными (показатель активности — 68,2 %, в 1999 году было 69,0 %). Из 90 активных работали 83 человека (46 мужчин и 37 женщин), безработных было 7 (3 мужчин и 4 женщины). Среди 42 неактивных 11 человек были учениками или студентами, 19 — пенсионерами, 12 были неактивными по другим причинам.

## Фотогалерея

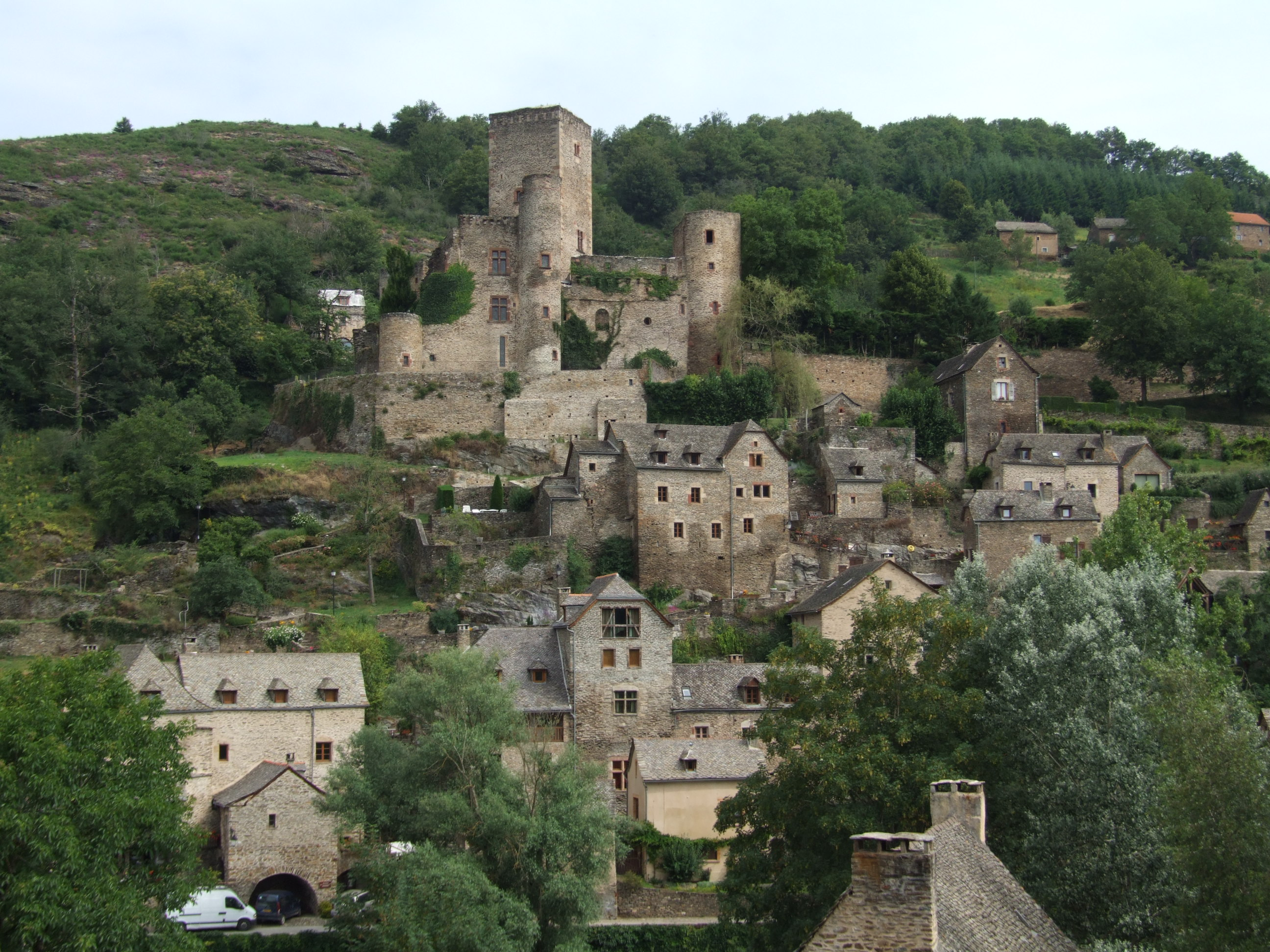
Белькастель
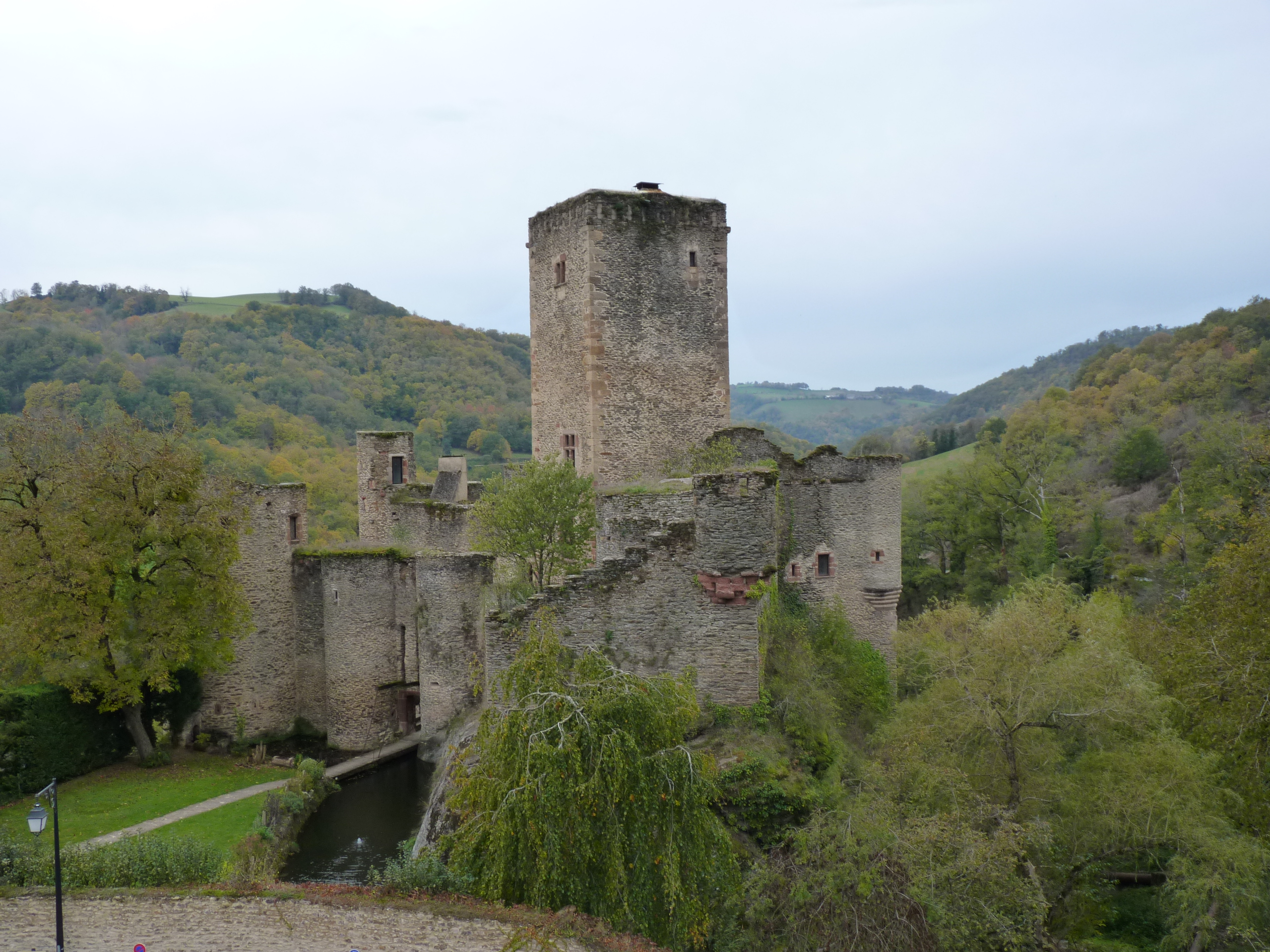
Замок Белькастель
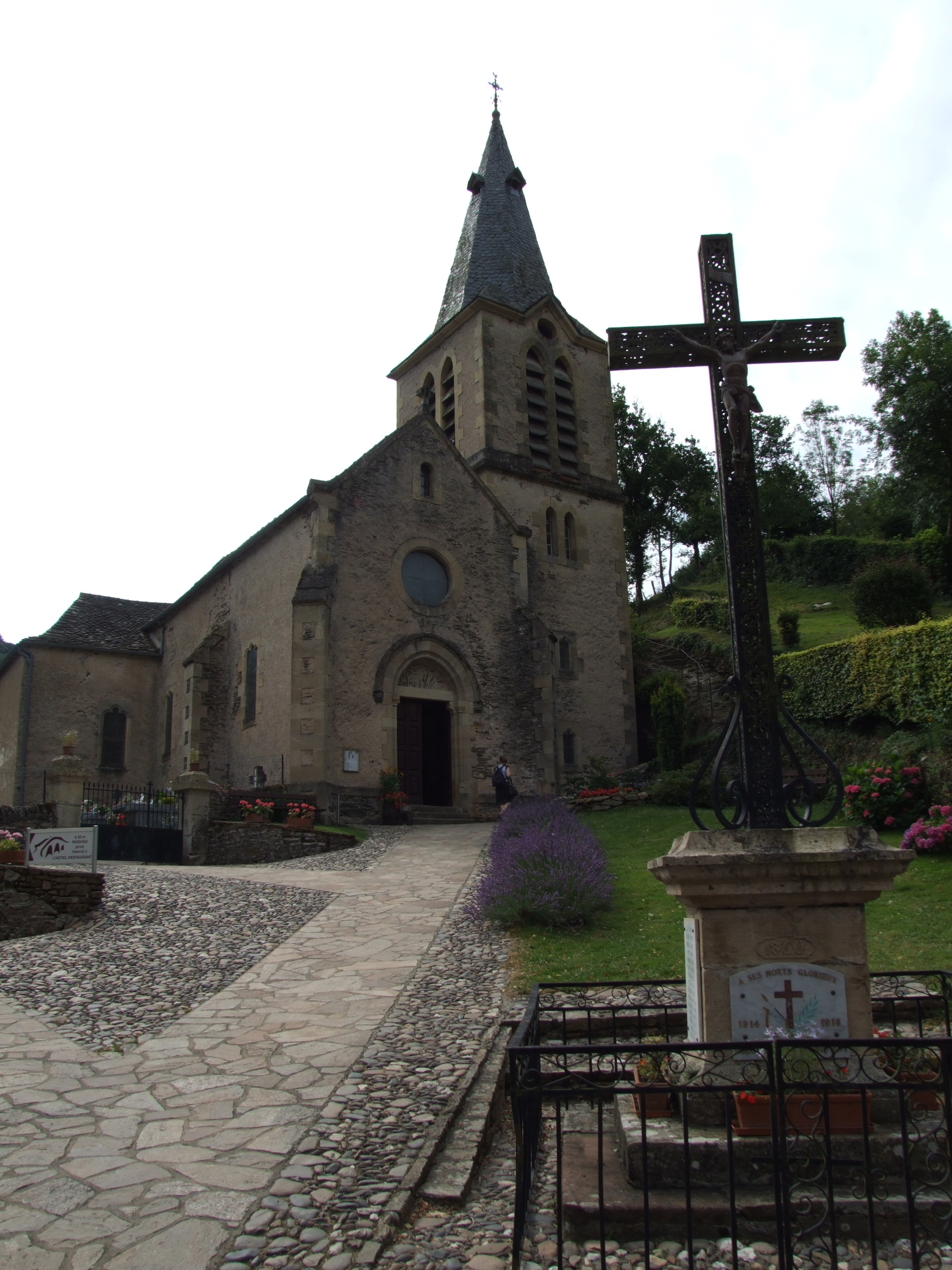
Церковь
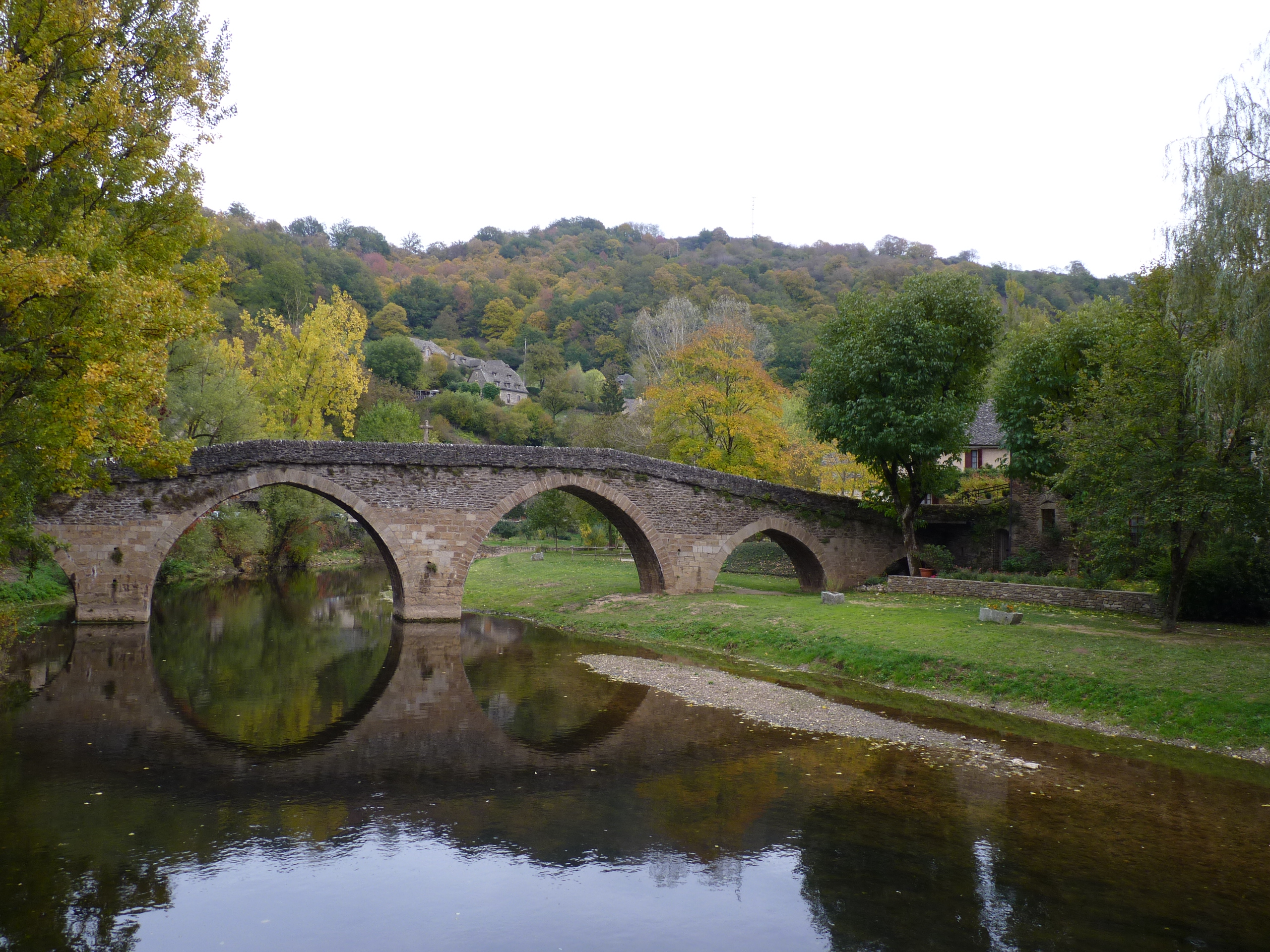
Мост